# Тарасије Цариградски
Свети Тарасије (око 730 — 806) је хришћански светитељ. Био је цариградски патријарх од 784. до 806. године.
Његов претходник је био патријарх Павле IV Цариградски. Он је тајно напустио престо, отишао у манастир и примио схиму. Тада су владали Ирина и Константин VI. По савету Павловом, Тарасије, сенатор и саветник царски, био је изабран за патријарха 783. године. Убрзо је прошао све чинове црквене и постао патријарх. Био је човек високог образовања и велике ревности у православној вери. Тарасије је невољно примио овој чин, да би помогао победи над иконоборством. Под њим је био сазван Седми васељенски сабор у Никеји 787. године, где је осуђено иконоборство и враћено и утврђено поштовање светих икона. Према хришћанској традицији, Тарасије је био врло милостив према сиромашним и беднима, стварао им је склоништа и давао храну. Међутим, према силним је био одлучан у одбрани вере и морала. Када је цар Константин VI отерао своју закониту жену Марију, и узео некакву своју сродницу, и живео са њом, тражио је од патријарха благослов за венчање. Тарасије му не само да није дао благослов, него га је најпре посаветовао, потом изобличио, и најзад одлучио од причешћа. У хришћанској традицији наводи се да су га пред смрт видели како одговара демонима говорећи: „Нисам крив у томе греху! Нисам крив ни у том греху!“, док му не изнеможе језик, те се почео рукама бранити терајући их од себе. Када је издахнуо, лице му се засветлило као сунчана светлост. Овај светитељ умро је 806. године. Црквом је управљао 22 године и четири месеца.
Српска православна црква слави га 25. фебруара по црквеном, а 10. марта по грегоријанском календару.